# Битва при Цибале
Битва при Цибале — сражение между римскими императорами Константином I и его противником Лицинием 8 октября 314 года (или в конце 316 года, хронология неочевидна). Несмотря на численное превосходство армии Лициния, победу одержал Константин.

## Предыстория
Боевые действия стали возможными из-за решения Константина назначить мужа своей сестры Анастасии Бассиана цезарем. Вскоре обнаружилось, что Бассиан был участником заговора против Константина вместе со своим братом Сенекионом, служившим Лицинию. Отказ Лициния выдать Константину Сенекиона, дал повод западному императору последнему выступить против него с войском. Сам Лициний в ответ назначил своим соправителем Валерия Валента. Назначение скорее всего состоялось уже после сражения при Цибале.

## Битва
Армии встретились на равнине между реками Сава и Драва у города Цибала (нынешние Винковци в Хорватии). Сражение длилось весь день, после стычек и дистанционных обстрелов оба войска схлестнулись в рукопашном бою. В конце дня Константин лично возглавил кавалерийскую атаку на правом фланге своего войска, после которой войско противника дрогнуло. Более 20 тыс. солдат Лициния погибло, кавалерия помогла своему повелителю покинуть поле боя после наступления темноты.

## Последствия
После сражения Лициний бежал в Сирмий, откуда с семьёй и сокровищами отправился во Фракию. Начавшиеся мирные переговоры были прерваны, в последующей битве при Мардии обе стороны понесли серьёзные потери. Константин решив, что Лициний бежит в Византий для переправы в Малую Азию, начал преследование, из-за которого оказался между его войском и коммуникациями на западном побережье Босфора. Своей поспешностью император оказался в невыгодном положении. Однако противоборствующие стороны стремились к окончанию войны, и Лициний отправил к своему сопернику для ведения переговоров Местриануса. Но и в этот момент Константин затягивал переговоры, пока не осознал невозможность предугадать победителя при сохранении боевых действий. Главным аргументом для него стала весть о неожиданном рейде отряда противника, в ходе которого были захвачены его личные вещи.
Подписанный в дальнейшем мирный договор был выгоден Константину: Лициний отказывался от большей части Балканского полуострова, сыновья двух императоров Крисп, Константин и Лициний становились цезарями. Также Лициний лишил титулов и казнил своего соправителя Валента.

## Видеоматериалы
Видеоролик с компьютерной реконструкцией битвы при Цибале.